# Gieorgij Jurjew
Gieorgij Nikołajewicz Jurjew, ros. Георгий Николаевич Юрьев (ur. ? w guberni kijowskiej, zm. prawdopodobnie jesienią 1919 w rejonie stanicy Kiemczug) – rosyjski wojskowy (pułkownik), jeden z przywódców powstania iżewsko-wotkińskiego podczas wojny domowej w Rosji.

## Życiorys
Ukończył Michajłowską Szkołę Artylerii w Petersburgu. Służył w stopniu sztabskapitana w 5 brygadzie artylerii. 
Brał udział w I wojnie światowej; był ranny. Po jej zakończeniu przyjechał do Wotkińska, gdzie stanął na czele tzw. Związku Frontowików. W poł. sierpnia 1918 r. był jednym z przywódców antysowieckiego powstania robotniczego w mieście. Stanął na czele Ludowo-Rewolucyjnej Armii Wotkińskiej. Od 2 września 1918 r. był szefem sztabu Ludowej Armii Kraju Prikamskiego, zaś 20 października objął jej dowództwo. Po zdobyciu przez wojska bolszewickie Wotkińska w poł. listopada, ewakuował się wraz z ocalałymi siłami powstańczymi przez rzekę Kamę na obszary zajęte przez wojska białych. Od 3 do 11 stycznia 1919 r. w stopniu pułkownika dowodził Mieszaną Dywizją Strzelecką. W marcu ponownie objął jej dowództwo już jako 15 Wotkińskiej Dywizji Strzeleckiej. Następnie został zastępcą szefa sztabu Dywizji Strzelców Morskich. Był odznaczony Orderem Św. Jerzego 4 klasy. 
Istnieją różne hipotezy mówiące o jego śmierci. Według najbardziej prawdopodobnej zginął jesienią 1919 r. podczas walk w rejonie stanicy Kiemczug. Według innych zdezerterował z wojsk białych, po czym żył pod fikcyjnym nazwiskiem albo na Syberii, albo na emigracji w Iranie. W obu wersjach miał zostać w latach 20. rozpoznany przez swojego b. podkomendnego i wydany agentom sowieckim. Jeszcze jedna wersja mówi, że został schwytany i powieszony przez bolszewików 17 lipca 1920 r. w Aczyńsku.